# Capitonisalda
Capitonisalda is een geslacht van wantsen uit de familie van de Saldidae (Oeverwantsen). Het geslacht  voor het eerst wetenschappelijk beschreven door Polhemus in 1981.

## Soorten
Het genus bevat de volgende soorten:

- Capitonisalda aethiopica (Carlini, 1895)
- Capitonisalda ripa (Drake, 1961)